# Omelai
Omelai ist eine osttimoresische Aldeia im Suco Molop (Verwaltungsamt Bobonaro, Gemeinde Bobonaro). 2015 lebten in der Aldeia 312 Menschen.

## Geographie
Omelai liegt im Süden des Sucos Molop. Nordöstlich befindet sich die Aldeia Anapal, nördlich die Aldeia Lonlolo und nordwestlich die Aldeia Molop Taz. Im Westen grenzt Omelai an den Suco Guda, im Süden an den Suco Beco und im Südosten an den Suco Fatuleto. Die Grenze zu Fatuleto bildet der Fluss Loumea. Im Nordwesten fließt sein Nebenfluss Pa entlang der Grenze.
Auf einem Bergrücken im Norden liegt das Straßendorf Omelai, in dem es eine Grundschule und eine Kapelle gibt. Etwas weiter östlich stehen die einzelnen Häuser des Ortes Ilhago. Direkt am Pa befindet sich im Nordwesten das Dorf Pieguda.

## Politik
2023 wurde Armindo de Jesus zum Chefe de Aldeia gewählt.